# الحملة البولندية على المتدينين
أقامت الحكومة الشيوعية في بولندا الحملة البولندية على المتدينين، إذ سعت الحكومة ذات العقيدة الماركسية إلى منع الدين والتخطيط لنشر الإلحاد. لهذا السبب أقام النظام بروباغندا مضادة للأديان ولاحق رجال الدين والرهبان. لم يمنَع الدين بالقانون صراحة، بل كان مسموحًا في الدستور، ولكن الدولة حاولت أن تحقق مجتمعًا ملحدًا، كما كان الحال في بقية الدول الشيوعية.
كانت الحكومة ترى الكنيسة الكاثوليكية، وهي دين معظم البولنديين، منافسةً لها على ولاء مواطنيها، لذلك حاولت قمعها.
قاومت الكنيسة الكاثوليكية في بولندا مقاومة قوية ضد النظام الشيوعي، ولبولندا نفسها تاريخ طويل من معارضة الحكم الأجنبي. احتشد الشعب البولندي في الكنيسة، كما حديث في ليتوانيا المجاورة، وهو ما صعّب على النظام فرض السلطات المعادية للدين كما حدث في الاتحاد السوفييتي، حيث لم يتضامن الشعب تضامنًا عامًّا مع الكنيسة الأرثوذكسية الروسية. أصبحت الكنيسة أكبر معارض للنظام فترة حكم الشيوعية في بولندا، وقاومت مقاومة أنجح من كل المنظمات الدينية في الدول الشيوعية الأخرى.
شجبت الكنيسة الكاثوليكية العقيدة الشيوعية شجبًا صريحًا. جعل هذا الأمر النشاط المعادي للدين في بولندا يسلك مسلكًا حذرًا وتصالحيًّا أكثر من بقية الدول الشيوعية، ليخفق في محاولته للسيطرة على الكنيسة البولندية أو قمعها.

## استيلاء الشيوعيين على الحكم (1944–1956)
سبقت الهيئة البولندية للتحرير الوطني الحكومة الشيوعية في بولندا، وحكمت هذه الهيئة أولًا في لوبلن المحتلة للسوفييت عام 1944. قدمت الحكومة أولًا وعودًا مرغوبةً للكنيسة، منها استعادة الأملاك التي أخذها النازيون ومنها إعفاء أملاك الكنيسة من الإصلاح الزراعي.
زاد التجانس الكاثوليكي في بولندا بعد ما حدث في الحرب العالمية الثانية وبعدها، إذ أباد النازيون الأقلية اليهودية الألمانية الكبيرة، وأُجبرت الأقلية الألمانية على الخروج من البلد مع نهاية الحرب، مع خسارة مناطق شرقية كبيرة كان فيها عدد كبير من الأرثوذكسيين الشرقيين من البيلاروسيين والأوكرانيين.
بعد أن احتلت القوات السوفييتية بولندا مع نهاية الحرب العالمية الثانية، بدأت الحكومة المدعومة من السوفييت منهجًا تدريجيًّا يهدف إلى السيطرة على الكنيسة الكاثوليكية في بولندا.
بعد انتهاء الحرب أتاحت الحكومة لأعمال الكنيسة الخيرية أن تستمر، وأعادت بناء الكنائس المتضررة والمدمة بتكلفة عامة كبيرة. عوملت الكنيسة الكاثوليكية في بولندا في السنين الأولى معاملة أفضل بكثير من بقية الهيئات الدينية في الدول المحررة جديدًا في أوروبا الشرقية. كان هذا المنهج المتساهل نتيجة لقلة الدعم للشيوعية بين البولنديين، ولصعوبة تقديم النظام الجديد نفسه على أنه حكومة شرعية لبولندا، لذلك كان الهجوم على الكنيسة في ذلك الوقت، التي يدعمها معظم البولنديين، شيئًا من الخطر محاولته.
أُعطي القائد كارول سويرزيوسكي، الذي حارب في الفرقة الدولية في الحرب الأهلية الإسبانية، طقوسًا جنازية كاثوليكية، وقدّاسًا مبثوثًا على الراديو حتى عام 1947، وقد انتهى خطاب القسم الرئاسي لبلولسلو بيروت عام 1947 بعبارة «فساعدني يا رب».

### سياسة انعزال
قدمت الحكومة البولندية امتيازات كثيرة للكنيسة التي عادت موسكو، ومن جهة أخرى، أضعفت حملة الحكومة على الكنيسة دعمها الشعبي وجعلتها معتمدة على الاتحاد السوفييتي. كان من الامتيازات المهمة منح الكنيسة حق الاحتفاظ بالتعليم الديني في المدارس، الذي كانت تتولاه منذ أوائل عام 1945، في الوقت نفسه، ناورت الحكومة لتحاول إزالة هذا التعليم بوسائل أخرى.
استولى بولسلو بيروت على الحكم عام 1948 وحاول جعل بولندا دولة ستالينية، وأن يستبعد الدين لصالح الشيوعية، كان بيروت عضوًا في قسم من حزب العمال البولنديين (الحزب الشيوعي في بولندا)، فضّل تقليد الاتحاد السوفييتي (أما غومولكا فأراد إنشاء نظام بولندي فريد). حدث هذا في فترة عامة زاد فيها التسلط والقمع في دول الكتلة الشرقية. سعى النظام إلى إنهاء وجود الكاثوليكية والدين في الثقافة، لذلك طبق سياسة انعزال عن الفاتيكان، وخلق رأيًا عامًّا معاديًا للكنيسة، وشجّع المخاصمات داخل الكنيسة نفسها إذ وضع محلّ بعض القادة الدينيين قادةً يعملون لصالح النظام. عُلمِن الزواج عام 1945، وأُزيلت السجلّات المدنية من سلطة رجال الدين عام 1949.
كان المجتمع البولندي متحضّرًا للاضطهادات بعد عام 1945 بسبب تاريخه الطويل قبل الثورة البلشفية في العمل تحت حكم أنظمة هو معادٍ لها. دُرّس التاريخ غير المراقَب ودروس الأخلاق في جامعات تحت الأرض، وكان كثير من الناس يرودون الكنيسة علنًا.
كتب أسقف بولندا رسالة ينهى فيها الكاثوليك عن دعم الأحزاب المخالفة للتعليم الكاثوليكي، وكُبتت هذه الرسالة عام 1946.

### الكهنة الوطنيون
من الخصائص البارزة للحملة البولندية على المتدينين «الكهنة الوطنيون» الذين عارضوا تراتبية الكنيسة ودعموا الشيوعية. كوفئ هؤلاء الكهنة، وسُمح لهم أحيانًا السفر إلى روما. سُجن بعضهم في معسكرات اعتقال، وكان بعضهم قساوسة للجيش الأحمر في الحرب العالمية الثانية. سمح الأساقفة لهؤلاء أن يبقوا كهنة، ولكنهم كانوا منبوذين عمومًا من جهة العلمانيين، وأخفقوا في جمع دعم شعبي. دعمت الدولة الكهنة الذين تعاونوا معها، أمّا بقيّة رجال الدين فاتُّهموا بإقامة أنشطة رجعية، وبقلّة التضامن مع الأمّة وبالتآمر مع الفاتيكان.

حققت الحكومة بعض النجاح في هذه الجهود، إذ حضر ألف وسبعمئة كاهن من أصل 11 ألف كاهن مؤتمرات «التقدميين» عام 1955. في عام 1949، عقد رئيس بولندا الشيوعية بولسلو بيروت استقبالًا في قصر بِلْوِدر في وارسو للكهنة الذين كانوا يشاركون في مؤتمر عقده اتحاد المقاتلين من أجل الحرية والديمقراطية. في هذا المؤتمر قال بعض الرهبان لبيروت أن فقدان الاتفاق بين الكنيسة والحكومة جعل عمل رجال الدين صعبًا. ألقى بيروت اللوم على الكنيسة:
   الموقف السلبي للسلطات الكنسية العليا من دولة الشعب... في كثير من الحالات يسمع المرء من الكهنة... كلمات تكون عادةً ببساطة إجرامية، ضد الدولة.
أعطى بيروت للكهنة المتعاونين مزيّات منها الإجازات، والدعم المالي، والإعفاء الضريبي، والحماية من العقوبات في قانون الكنيسة (العقوبات التي لم تمنعها الدولة).
بعد هذا المؤتمر، أُنشئت هيئة من الكهنة مرتبطة باتحاد المقاتلين من أجل الحرية والديمقراطية، بدأت هذه الهيئة في السنة التالية إصدار صحيفة نصف شهرية عنوانها الكاهن المواطن، تلتها في السنة نفسها صحيفة تزوير الكهنة. عقد هؤلاء الكهنات مؤتمرات في كل عواصم المحافظات. أُجبر الكهنة الشبّان على حضور دروس خاصة في الماركسية، بهدف خلق انقسام داخل الكنيسة.
حاولت الدولة أيضًا اختراق الكنيسة بخلق عدة منظمات أخرى: الهيئة البولندية لأنصار السلام، والنادي الاجتماعي الكاثوليكي، ومجتمع أصدقاء الأطفال. تأسست الجمعية العلمانية باكس تحت قيادة بولسلو بياسيكي، وهو قائد لمنظمة فاشية كانت قبل الحرب، حاولت هذه المنظمة إلغاء الإلزام بالطاعة للكنيسة من أعضائها، ودعمت جهود النظام ضد الدين، ودعمت حملة ضد السامية كذلك في أواخر ستينيات القرن العشرين.
دعم كهنة المقاتلين من أجل الحرية والديمقراطية حملة السلام، ودعموا احتجاجات الحكومة ضد تجييش غرب ألمانيا مرة أخرى، ودعموا الاقتصاد المخطَّط، وقالوا إن الدستور الجديد موافقٌ تمام للمبادئ الأخلاقية والضمير المسيحي. جمع هؤلاء الرهبان شعبية كبيرة بدعم حفاظ بولندا على المناطق الغربية التي كانت جزءًا من ألمانيا.
أخفقت الحكومة في خلق انقسام في الكنيسة بسبب قلة الدعم الشعبي، وحلّت المنظمة عام 1955 وشجعت شعبها على الدخول في حركة أنصار السلام بدلًا منها.